# جین ایریگیشن
جین ایریگیشن (انگلیسی: Jain Irrigation) شرکت کشاورزی هندی است، که در سال ۱۹۸۶ تأسیس شد.